# Pierre Déom
Pierre Déom, né le 15 avril 1949 à Pouru-aux-Bois (Ardennes), est un instituteur et naturaliste français, inventeur, rédacteur, dessinateur et principal artisan du journal de vulgarisation scientifique sur la nature La Hulotte.

## Biographie
Pierre Déom est né à Pouru-aux-Bois, dans les Ardennes. Il fait ses études d'instituteur à l'école normale de Charleville-Mézières. Il se passionne pour la nature et la faune des Ardennes à travers les livres, l'ouvrage ayant déclenché cette passion étant un roman, Raboliot, de Maurice Genevoix,, puis par l'initiation au baguage des oiseaux. La rencontre avec un vieil instituteur de Sedan, Maurice Flavion, est également décisive dans sa décision de se consacrer à la description de la faune des Ardennes. Instituteur à La Moncelle, en bordure des forêts, il crée le journal La Hulotte pour un club de protection de la nature afin de mettre en avant l'écologie auprès des écoles.
Il quitte l'enseignement en juin 1972, quelques mois après la parution du premier numéro de La Hulotte,.
Son travail combine de l'observation, mais aussi de longues études sur la base de la documentation et un travail original de mise en forme de l'information, ludique, poétique. Après avoir fait appel à quelques amis, en particulier pour dessiner la hulotte de son premier numéro, il s'est mis lui-même au dessin en y consacrant beaucoup de temps,.
Installé à Boult-aux-Bois, il est depuis plusieurs décennies attelé à son travail de rédacteur, dessinateur et responsable de la publication La Hulotte  indiquant que « quand on fréquente des insectes qui ne vivent que trois jours, des araignées qui meurent dès qu'elles ont pondu, on est beaucoup plus détaché ».

## La Hulotte
La Hulotte, magazine apériodique, est édité depuis janvier 1972. À l'origine, La Hulotte (du moins les cinq premiers numéros) est le bulletin de liaison des clubs Connaître et protéger la nature des Ardennes. Devant le succès inattendu et grandissant des premiers numéros, Pierre Déom choisit assez rapidement de se consacrer entièrement à la conception de son journal, qui devient une revue à part entière dès le numéro 6. Rapidement aussi, La Hulotte devient une entreprise, les éditions Passerage SA, et Christine Déom son épouse en est la directrice.
Un numéro de La Hulotte représente pour Pierre Déom en moyenne mille à mille cinq-cent heures de travail réparties entre : recherches documentaires, rencontres d'experts, illustrations, scénario, rédaction, mise en pages, etc..

## Influences
Maurice Flavion pour le naturalisme, et Paul Géroudet et Manfred Reichel pour le dessin.

## Publications
- Regarder et comprendre... un Rapace, jupilles, 1984, 98 p. (ISBN 2-86697-072-1)

## Distinctions
- 1989 : La Hulotte reçoit le prix de la vulgarisation scientifique de la Fondation de France.
- 2001 : prix Jacques-Lacroix, de l'Académie française[8].
- 2019 : prix « Paroles animales », de la Société française pour l'étude du comportement animal (SFECA)[9].

### Articles de journaux
- « Pierre Déom, Le chant de La Hulotte », Reliefs, no 13,‎ 2021, p. 20-29 (ISBN 978-2-38036-046-2)
- Sylvain Falize, « Entretien avec Pierre Déom, chouette allié de la biodiversité », L'Ardennais,‎ 23 septembre 2019 (lire en ligne)
- Sylvestre Huet, « « La Hulotte » du père Noël », Libération,‎ 25 décembre 2014 (lire en ligne).
- Aurélie Luneau, « Qui se niche derrière « La Hulotte » ? », France Culture,‎ 10 avril 2014 (lire en ligne).
- Catherine Mary, « Pierre Déom, père de « La Hulotte » », Le Monde,‎ 11 février 2014 (lire en ligne).
- Olivier Nouaillas, « La Hulotte, revue culte sur les petites bêtes, fête son 100e numéro », La Vie,‎ 16 décembre 2013 (lire en ligne).
- Pascale Pisani, « La plus chouette des revues », Hors-série Sciences et Avenir sur : l'Animal et Nous,‎ avril-mai 2012.
- Rédaction La Dépêche, « Trophée de plume remis par l'Association de sauvegarde et de protection des animaux sauvages à Pierre Déom », La Dépêche,‎ 14 février 2012 (lire en ligne)
- Catherine Robin, « Le hussard de la hulotte », L'Express,‎ 29 septembre 2005 (lire en ligne).
- Marion Festraëts, « Pierre Déom, un chouette écolo », L'Express,‎ 10 avril 1997 (lire en ligne).